# Schizophora
Schizophora или щеленосные — крупнейшая группа круглошовных мух, включающая около 85 семейств и 50 000 видов. Главным их отличительным признаком является наличие птилиниума — особого мешковидного органа, который под напором гемолимфы выворачивается из головы мухи, выведшейся из куколки, и служит для вскрытия пупария. После втягивания птилиниума на его месте остаётся дуговидный шов (щель), проходящий над основаниями антенн. Щеленосные мухи делятся на две крупные группы: Acalyptratae и Calyptratae.